# Mystère: Victorias geheimnisvoller Freund
Mystère: Victorias geheimnisvoller Freund (Originaltitel: Mystère) ist ein französischer Abenteuerfilm von Denis Imbert aus dem Jahr 2021. In diesem Abenteuer nach einer wahren Begebenheit findet ein trauerndes Mädchen nach dem Tod ihrer Mutter in den Bergen Trost bei einem besonderen Geschöpf des Waldes.

## Handlung
Der trauernde Vater Stéphane, ein Chirurg, und seine Tochter Victoria erholen sich nach dem Tod der Mutter Victorias in einem Landhaus in Lyon. Victoria hat oft Albträume und will nicht mehr mit ihrem Vater sprechen. Victoria begibt sich während der Auszeit mit ihrem Vater auf eine Wanderung und sie kommen an einen Ort, der für Stéphane und Victorias Mutter eine besondere Bedeutung hatte, und auf dem Rückweg sprechen Victoria und ihr Vater wieder miteinander.
Sie verlaufen sich auf dem Heimweg und treffen einen Bauern namens Bruno. Victoria zeigt Interesse an einem Welpen, woraufhin Bruno ihr das Tier schenkt. Victoria behauptete, dass das Tier ein Hund sei. Trotz der Zerstörung, welche der „Hund“ Mystère bei ihren Spielzeugen veranstaltet, will sie ihn behalten und versteckt ihn vor ihrem Vater.
Als Stéphane den Hund entdeckt, darf Mystère schließlich bleiben, weil er auch die Vater-Tochter-Beziehung verbessert. Stéphane nimmt an, dass ihr Tier ein Husky ist, als sie aber wegen Mystères großer Pfoten den Tierarzt die Rasse bestimmen lassen, stellt sich heraus, dass es sich um einen Wolf handelt.
Wüssten die Bauern dies, würden sie Mystère töten, weshalb das Naturschutzteam gerufen wird, das Mystère in den Nationalpark bringt. Daraufhin wiederholen sich in der Nacht Victorias Albträume.
Mystère flieht aus dem Reservat und besucht Victoria. Im Wald lernt sie sein Rudel kennen. Auf dem Heimweg wird Mystère von einem Bauern angeschossen. Da Stéphane Chirurg ist, kann er Mystère durch eine Operation retten. Als Mystère sich erholt hat, verabschiedet Victoria sich von ihm und er zieht zurück in den Nationalpark. Victoria ist froh, dass Mystère ein schönes Leben mit seinem Rudel lebt.

## Synchronisation
Die deutsche Synchronisation entstand nach einem Dialogbuch und der Dialogregie von Bianca Krahl im Auftrag von der Eclair Studios Germany GmbH in Berlin.
| Rolle     | Schauspieler    | Synchronsprecher  |
| --------- | --------------- | ----------------- |
| Victoria  | Shanna Keil     | Ellis Drews       |
| Stéphane  | Vincent Elbaz   | Alexander Doering |
| Anna      | Marie Gillain   | Marie Bierstedt   |
| Thierry   | Éric Elmosnino  | Frank Schaff      |
| Bruno     | Tchéky Karyo    | Jürgen Heinrich   |
| Jean-Paul | Éric Savin      | Frank Röth        |
| M. Darmet | Romain Lancry   | Marius Clarén     |
| Brice     | Vincent Deniard | ?                 |

## Dreharbeiten
Die Hauptdreharbeiten des Films begannen im August 2019 und endeten Anfang 2020. Mystère: Victorias geheimnisvoller Freund wurde im Département Cantal gedreht, das in der Region Auvergne-Rhône-Alpes im Süden Zentralfrankreichs liegt. Der Drehprozess blieb vom Ausbruch der COVID-19-Pandemie unberührt.